# Citi Open 2021 - Qualificazioni singolare
Le qualificazioni del singolare del Citi Open 2021 sono state un torneo di tennis preliminare per accedere alla fase finale della manifestazione. I vincitori dell'ultimo turno sono entrati di diritto nel tabellone principale. In caso di ritiro di uno o più giocatori aventi diritto, a questi sono subentrati i Lucky loser, ossia i giocatori che hanno perso nell'ultimo turno ma che avevano una classifica più alta rispetto agli altri partecipanti che avevano comunque perso nel turno finale.

## Teste di serie
1. Yasutaka Uchiyama (spostato al tabellone principale)
2. Liam Broady (ultimo turno)
3. Jeffrey John Wolf (ultimo turno)
4. Maxime Cressy (ultimo turno)
5. Evgenij Donskoj (primo turno)
6. Prajnesh Gunneswaran (qualificato)

1. Illja Marčenko (qualificato)
2. Jason Jung (primo turno)
3. Sebastian Ofner (ultimo turno)
4. Emilio Gómez (qualificato)
5. Elias Ymer (qualificato)
6. Mitchell Krueger (qualificato)

### Qualificati
1. Ramkumar Ramanathan
2. Emilio Gómez
3. Elias Ymer

1. Illja Marčenko
2. Mitchell Krueger
3. Prajnesh Gunneswaran

## Tabellone

### Legenda
| - Q = Qualificato - WC = Wild card - LL = Lucky loser | - ALT = Alternate - SE = Special Exempt - PR = Protected Ranking | - w/o = Walkover - r = Ritirato - d = Squalificato |

### Sezione 1
|  | Primo turno | Primo turno         | Primo turno     | Primo turno | Primo turno |  |  | Ultimo turno | Ultimo turno        | Ultimo turno        | Ultimo turno | Ultimo turno |  |
|  |             |                     |                 |             |             |  |  |              |                     |                     |              |              |  |
|  | Alt         | Ramkumar Ramanathan | 6               | 3           | 6           |  |  |              |                     |                     |              |              |  |
|  | Alt         | Christopher Eubanks | 4               | 6           | 3           |  |  | Alt          | Ramkumar Ramanathan | Ramkumar Ramanathan | 7            | 6            |  |
|  | PR          | Tatsuma Itō         | Tatsuma Itō     | 64          | 2           |  |  | 9            | Sebastian Ofner     | Sebastian Ofner     | 5            | 1            |  |
|  | 9           | Sebastian Ofner     | Sebastian Ofner | 7           | 6           |  |  |              |                     |                     |              |              |  |

### Sezione 2
|  | Primo turno | Primo turno       | Primo turno   | Primo turno | Primo turno |  |  | Ultimo turno | Ultimo turno | Ultimo turno | Ultimo turno | Ultimo turno |  |
|  |             |                   |               |             |             |  |  |              |              |              |              |              |  |
|  | 2           | Liam Broady       | 6             | 2           | 6           |  |  |              |              |              |              |              |  |
|  | Alt         | Mikael Torpegaard | 4             | 6           | 3           |  |  | 2            | Liam Broady  | Liam Broady  | 4            | 6(0)         |  |
|  | Alt         | Matthew Ebden     | Matthew Ebden | 3           | 1           |  |  | 10           | Emilio Gómez | Emilio Gómez | 6            | 7            |  |
|  | 10          | Emilio Gómez      | Emilio Gómez  | 6           | 6           |  |  |              |              |              |              |              |  |

### Sezione 3
|  | Primo turno | Primo turno       | Primo turno      | Primo turno | Primo turno |  |  | Ultimo turno | Ultimo turno      | Ultimo turno      | Ultimo turno | Ultimo turno |  |
|  |             |                   |                  |             |             |  |  |              |                   |                   |              |              |  |
|  | 3/PR        | Jeffrey John Wolf | 65               | 7           | 6           |  |  |              |                   |                   |              |              |  |
|  | WC          | Ulises Blanch     | 7                | 63          | 3           |  |  | 3/PR         | Jeffrey John Wolf | Jeffrey John Wolf | 65           | 64           |  |
|  |             | Bjorn Fratangelo  | Bjorn Fratangelo | 4           | 3           |  |  | 11           | Elias Ymer        | Elias Ymer        | 7            | 7            |  |
|  | 11          | Elias Ymer        | Elias Ymer       | 6           | 6           |  |  |              |                   |                   |              |              |  |

### Sezione 4
|  | Primo turno | Primo turno    | Primo turno   | Primo turno | Primo turno |  |  | Ultimo turno | Ultimo turno   | Ultimo turno | Ultimo turno | Ultimo turno |  |
|  |             |                |               |             |             |  |  |              |                |              |              |              |  |
|  | 4           | Maxime Cressy  | Maxime Cressy | 6           | 7           |  |  |              |                |              |              |              |  |
|  |             | Michael Mmoh   | Michael Mmoh  | 2           | 5           |  |  | 4            | Maxime Cressy  | 5            | 7            | 3            |  |
|  | WC          | Ivo Karlović   | 3             | 7           | 3           |  |  | 7            | Illja Marčenko | 7            | 64           | 6            |  |
|  | 7           | Illja Marčenko | 6             | 610         | 6           |  |  |              |                |              |              |              |  |

### Sezione 5
|  | Primo turno | Primo turno      | Primo turno      | Primo turno | Primo turno |  |  | Ultimo turno | Ultimo turno     | Ultimo turno | Ultimo turno | Ultimo turno |  |
|  |             |                  |                  |             |             |  |  |              |                  |              |              |              |  |
|  | 5           | Evgenij Donskoj  | Evgenij Donskoj  | 65          | 4           |  |  |              |                  |              |              |              |  |
|  | Alt         | Max Purcell      | Max Purcell      | 7           | 6           |  |  | Alt          | Max Purcell      | 6            | 3            | 2            |  |
|  | WC          | Andrew Fenty     | Andrew Fenty     | 4           | 4           |  |  | 12           | Mitchell Krueger | 3            | 6            | 6            |  |
|  | 12          | Mitchell Krueger | Mitchell Krueger | 6           | 6           |  |  |              |                  |              |              |              |  |

### Sezione 6
|  | Primo turno | Primo turno          | Primo turno          | Primo turno | Primo turno |  |  | Ultimo turno | Ultimo turno         | Ultimo turno         | Ultimo turno | Ultimo turno |  |
|  |             |                      |                      |             |             |  |  |              |                      |                      |              |              |  |
|  | 6           | Prajnesh Gunneswaran | Prajnesh Gunneswaran | 6           | 6           |  |  |              |                      |                      |              |              |  |
|  | WC          | Luke Saville         | Luke Saville         | 2           | 2           |  |  | 6            | Prajnesh Gunneswaran | Prajnesh Gunneswaran | 6            | 6            |  |
|  |             | Gō Soeda             | 6                    | 62          | 6           |  |  |              | Gō Soeda             | Gō Soeda             | 3            | 1            |  |
|  | 8           | Jason Jung           | 4                    | 7           | 4           |  |  |              |                      |                      |              |              |  |